# Bridgitte Hartley
Bridgitte Hartley (Sandton, Gauteng, 14 de julho de 1983) é uma canoísta de velocidade sul-africana na modalidade de canoagem.

## Carreira
Foi vencedora da medalha de bronze em K-1 500 m em Londres 2012.